# Dysauxes tripuncta
Dysauxes tripuncta är en fjärilsart som beskrevs av Otto Staudinger 1921. Dysauxes tripuncta ingår i släktet Dysauxes och familjen björnspinnare. Inga underarter finns listade i Catalogue of Life.